# Rinosinusite
La rinosinusite è un processo infiammatorio che coinvolge allo stesso tempo il naso e i seni paranasali. L'infiammazione della mucosa determina gonfiore e restringimento dei canali di drenaggio - chiamati osti - che collegano le cavità nasali a quelle paranasali, portando a un accumulo di muco che ostruisce e rende difficoltosa la respirazione, rappresentando anche un terreno favorevole per lo sviluppo batterico.

## Eziologia
La rinosinusite è generalmente provocata da un'infezione virale del tratto respiratorio. Fino al 2% degli episodi sono complicati da un'infezione batterica, ma solo lo 0,5% dei casi del comune raffreddore si complica con una rinosinusite. L'incidenza a livello europeo della rinosinusite è dell'1-1,5% della popolazione adulta. Convenzionalmente si distingue tra rinosinusite acuta e cronica, dove la prima vede la scomparsa dei sintomi entro 12 settimane, e la seconda la loro persistenza oltre questo periodo temporale.
Un'ulteriore classificazione definisce subacute le forme di rinosinusite i cui sintomi persistono tra le 4 e 12 settimane.

## Sintomatologia
Il sintomo più tipico e distintivo della rinosinusite è rappresentato da dolore e senso di pressione e pesantezza alla zona frontale e al volto, in particolare agli zigomi. La sintomatologia è per il resto molto simile a quella di un forte raffreddore, con ostruzione nasale, cefalea, tosse catarrosa, secrezioni abbondanti, riduzione del gusto, alitosi e talvolta comparsa di febbre.

## Terapia
La rinosinusite va trattata tempestivamente per evitarne la cronicizzazione.
Oltre a norme generali per alleviare il disturbo dei sintomi (bere molta acqua, utilizzare umidificatori ambientali, effettuare impacchi caldi sulla fronte, non fumare), è spesso necessaria una terapia specifica.
Il trattamento iniziale prevede solitamente una terapia topica con nebulizzazioni nasali di sodio ialuronato (acido ialuronico) 9 mg APM – Alto Peso Molecolare, nel caso associata a FANS, antipiretici o cortisonici. La terapia antibiotica va invece impiegata solo nei casi di sicura origine batterica, con sintomi severi, quali febbre persistente per diversi giorni e secrezioni purulente.
L'utilizzo periodico delle nebulizzazioni nasali con sodio ialuronato permette inoltre di prevenire la recidiva degli episodi acuti; il vantaggio di questo trattamento topico – come prevenzione o durante la fase acuta - è rappresentato dalla sua praticità e dall'assenza di effetti collaterali. L'acido ialuronico è infatti una sostanza naturale, tra i componenti fondamentali della mucosa nasale, ed è in grado di ripristinarne l'integrità e la piena funzionalità . Oltre ad esercitare un'azione idratante, antinfiammatoria e mucolitica, questa sostanza potrebbe, secondo alcuni recenti studi, rappresentare una soluzione al problema dell'antibiotico-resistenza, grazie alla sua capacità di ostacolare la formazione del biofilm, una protezione che i batteri costruiscono per aderire alla superficie della mucosa, e che risulta molto resistente anche all'azione degli antibiotici, utile nel prevenire le recidive. I lavaggi delle cavità nasali con lactobacilli per un periodo di 3-6 mesi hanno lo scopo di ripristinare la flora batterica Buona e offre buoni risultati per le forme recalcitranti della patologia. Un'indagine del 2012 della università della California ha studiato il microbioma nasale suggerendo il ruolo dei batteri buoni nel contrastare l'attecchimento dei patogeni e nel favorire la loro eliminazione. Nei soggetti malati si è visto in particolare una carenza di lactobacillus sakei, rispetto alle cavità nasali del gruppo di soggetti sani.